# Пряник Володимир Анатолійович
Володимир Анатолійович Пряник (нар. 2 серпня 1931, місто Дніпропетровськ, тепер Дніпропетровської області) — український радянський діяч, директор радгоспу імені 50-річчя Великого Жовтня Новомосковського району Дніпропетровської області. Депутат Верховної Ради УРСР 9-го скликань.

## Біографія
Закінчив ремісниче училище. З 1950 року — ліпник будівельного управління Дніпропетровського обласного будівельного тресту.
Член КПРС з 1953 року.
З 1953 року — 2-й, 1-й секретар Васильківського районного комітету ЛКСМУ Дніпропетровської області, завідувач кабінетом політичної освіти Петриківського районного комітету КПУ Дніпропетровської області, секретар партійного комітету радгоспу «Вільнянський» Новомосковського району Дніпропетровської області, директор радгоспу імені Мічуріна Криворізького району Дніпропетровської області.
Освіта вища. Закінчив Дніпропетровську Вищу партійну школу і Дніпропетровський сільськогосподарський інститут.
З 1969 року — директор радгоспу імені 50-річчя Великого Жовтня Новомосковського району Дніпропетровської області.
Потім — на пенсії в місті Дніпропетровську.

## Нагороди
- ордени
- медалі
- заслужений працівник сільського господарства Української РСР (1975)